# Strašice (Rokycanyi járás)
Strašice település Csehországban, Rokycanyi járásban. Strašice Mýto, Medový Újezd, Těně és Dobřív településekkel határos. Lakosainak száma 2917 fő (2024. január 1.).

## Népesség
A település lakosságának változását az alábbi diagram mutatja:
| Lakosok száma | 3921 | 3175 | 2734 | 2189 | 2309 | 2505 | 2477 | 2558 | 2440 | 2917 |
|               | 1869 | 1900 | 1921 | 1961 | 1980 | 2011 | 2016 | 2019 | 2021 | 2024 |